# Road Wars
Pour plus de détails, voir Fiche technique et Distribution.
Road Wars est un film américain réalisé par Mark Atkins et produit par le studio de cinéma indépendant américain The Asylum, sorti en 2015. C’est un mockbuster de Mad Max: Fury Road (2015).

## Synopsis
Les réserves d’eau de la Terre sont épuisées, et l’eau est parfois polluée et non buvable. Et sans cet élixir de vie, non seulement la terre s’assèche, mais les plantes périssent avec elle. Pour les animaux et les humains, la survie dans ces circonstances est extrêmement difficile. Ainsi, des gangs se forment et mènent une existence nomade, toujours à la recherche de quelque chose de liquide. Ils sont équipés de véhicules adaptés pour le désert et armés jusqu’aux dents, car une fois que vous avez trouvé de l’eau, vous ne voulez pas la partager. La pitié a disparu, car avec chaque personne de moins, la liste des concurrents devient également plus petite. En ces temps désespérés, l’évolution répond par une variation terrifiante : des humains évoluent en buveurs de sang. Maintenant, les survivants doivent se défendre contre un tout nouveau type de menace, et ils ne peuvent le faire qu’ensemble.

## Distribution
- Chloe Farnworth : Nakada
- Cole Parker : Thorne
- John Freeman : Dallas
- LaNell Cooper : Sylvia
- Nikki Bohm : Macon
- Jane Hae Kim : Susan
- Marianne Bourg : Orsini
- Kelcey Watson : Dirk
- Michael Wayne Foster : Mandheim
- Micah Fitzgerald : Reaver
- Tonia Marie Rosée : Ason
- Frezno : Tophat
- Jerry G. Angelo : Deerhead
- Victoria Clare : Emily
- Aaron Groben : Wraith[1]
- Phillip Andre Botello : Kevin
- Toy Lei : Fu Hao
- Hunter Johnson : Wraith[2]

## Production

### Tournage
Le tournage du film a eu lieu à California City, en Californie, aux États-Unis. Son budget est estimé à 1 million de dollars US.

## Sortie
Le film est sorti le 5 mai 2015 aux États-Unis, et le 10 août 2016 en streaming.

## Accueil

### Réception critique
Le film a obtenu un score d’audience de 40% sur Rotten Tomatoes.